# Ricardo Galeazzi
Ricardo Galeazzi (* 1931; † 1989) war ein argentinischer Jazzmusiker (Kontrabass), der auch als Weltmusik-Künstler (Charango, Quena) bekannt wurde.

## Wirken
Galeazzi kam 1953 als Bassist mit dem Ensemble von Lalo Schifrin nach Paris, wo er mit diesem im Salle Pleyel und andernorts spielte und sich dann niederließ. Kurzzeitig gehörte er als Charangospieler in Paris zur Gruppe Los Incas (die später ohne ihn mit El cóndor pasa bekannt wurde). Gemeinsam mit Carlos Benn-Pott gründete er 1958 das Ensemble Achalay, mit dem er bis 1987 südamerikanische Folkmusik präsentierte und mit dem mehrere Alben entstanden. Er ist auch auf der Kompilation Venezuela・Colombia・Ecuador von Cœur de Lion dokumentiert.
Im Bereich des Jazz arbeitete Galeazzi in Frankreich mit Michel Hausser und mit René Franc und dessen Bootleggers, mit denen auch Alben entstanden. 1962/63 war er zudem Mitglied der Band Les Gamblers, die von Olivier Despax geleitet wurden (Aufnahmen für Barclay Records). Weiterhin nahm er 1969 mit Paul Gonsalves auf. Mit François Guin's Les Swingers trat er auf dem Montreux Jazz Festival 1970 auf.
Galeazzi war ab 1959 mit der Folkmusikerin Françoise Galeazzi (1942–2023) verheiratet. Ihr gemeinsamer Sohn Laurent Galeazzi (1969–2016) war Jazz-Schlagzeuger und Musikproduzent.